# 1399年
| 千纪： | 2千纪 |
| 世纪： | 13世纪 \| 14世纪 \| 15世纪                                                                                 |
| 年代： | 1360年代 \| 1370年代 \| 1380年代 \| 1390年代 \| 1400年代 \| 1410年代 \| 1420年代                           |
| 年份： | 1394年 \| 1395年 \| 1396年 \| 1397年 \| 1398年 \| 1399年 \| 1400年 \| 1401年 \| 1402年 \| 1403年 \| 1404年 |
| 纪年： | 己卯年（兔年）；明建文元年；越南建新二年；日本應永六年                                                     |

## 大事记
- 四月，明惠帝削齊、湘、代三位親王，廢為庶人，湘王不堪受辱，為保名節舉家自焚。
- 六月，明惠帝削岷王，廢為庶人，徙漳州。
- 8月6日——燕王朱棣起兵北平，以“清君侧”为名，发动“靖难之役”。
- 9月30日——英王理查二世遭到廢黜，英格蘭議會接受博林布魯克的亨利為新國王，英格兰王国開始蘭開斯特王朝統治時期。
- 7月17日——波蘭國王雅德维加的死亡也象徵著安茹-西西里王朝的滅絕，丈夫瓦迪斯瓦夫二世·雅蓋沃繼續單獨執政。
- 10月13日——英格蘭國王亨利四世加冕。
- 日本應永之亂，大內義弘聯合鐮倉公方足利滿兼發動反對室町幕府，戰後足利義滿確立了幕府獨大的地位。
- 蒙古大汗額勒伯克尼古坍蘇克齊可汗在瓦剌太尉浩海的建議下，霸佔了美貌的弟媳（或兒媳）豁阿哈屯，殺死了弟弟（或兒子）哈爾古楚克都古楞特穆爾鴻台吉，豁阿哈屯為夫報仇，請求大汗殺死了浩海達裕。這個舉動引起了瓦剌人的報復，大汗安撫了浩海達裕的兒子巴圖拉，但是四衛拉特首長烏格齊哈什哈攻殺了大汗，霸佔了豁阿哈屯，擁立坤帖木兒為傀儡可汗。
- 金帳汗國可汗帖木兒·忽格魯特在沃爾斯克拉河戰役擊敗立陶宛大公維陶塔斯，從而粉碎了他控制金帳汗國及其分支在南俄草原領土的機會，但不久後被前認可汗脫脫迷失的兒子所害，帖木兒·忽格魯特的弟弟沙迪別汗在也迪古支持下即位。

## 出生
- 明宣宗朱瞻基（逝世1435年，36岁）

## 逝世
- 7月17日——雅德维加，波蘭國王，匈牙利國王拉約什一世與匈牙利的伊麗莎白的次女。
- 額勒伯克尼古坍蘇克齊可汗，第19代蒙古大汗。
- 哈爾古楚克都古楞特穆爾鴻台吉，額勒伯克尼古坍蘇克齊可汗的弟弟（或兒子）。
- 浩海達裕，蒙古瓦剌（衛拉特）部領袖，蒙古大汗額勒伯克的太尉（達裕）。
- 帖木兒·忽格魯特，金帳汗國可汗，帖木兒·滅里之子，1395年擊敗前任可汗脫脫迷失登上汗位。